# Winden (Leutershausen)

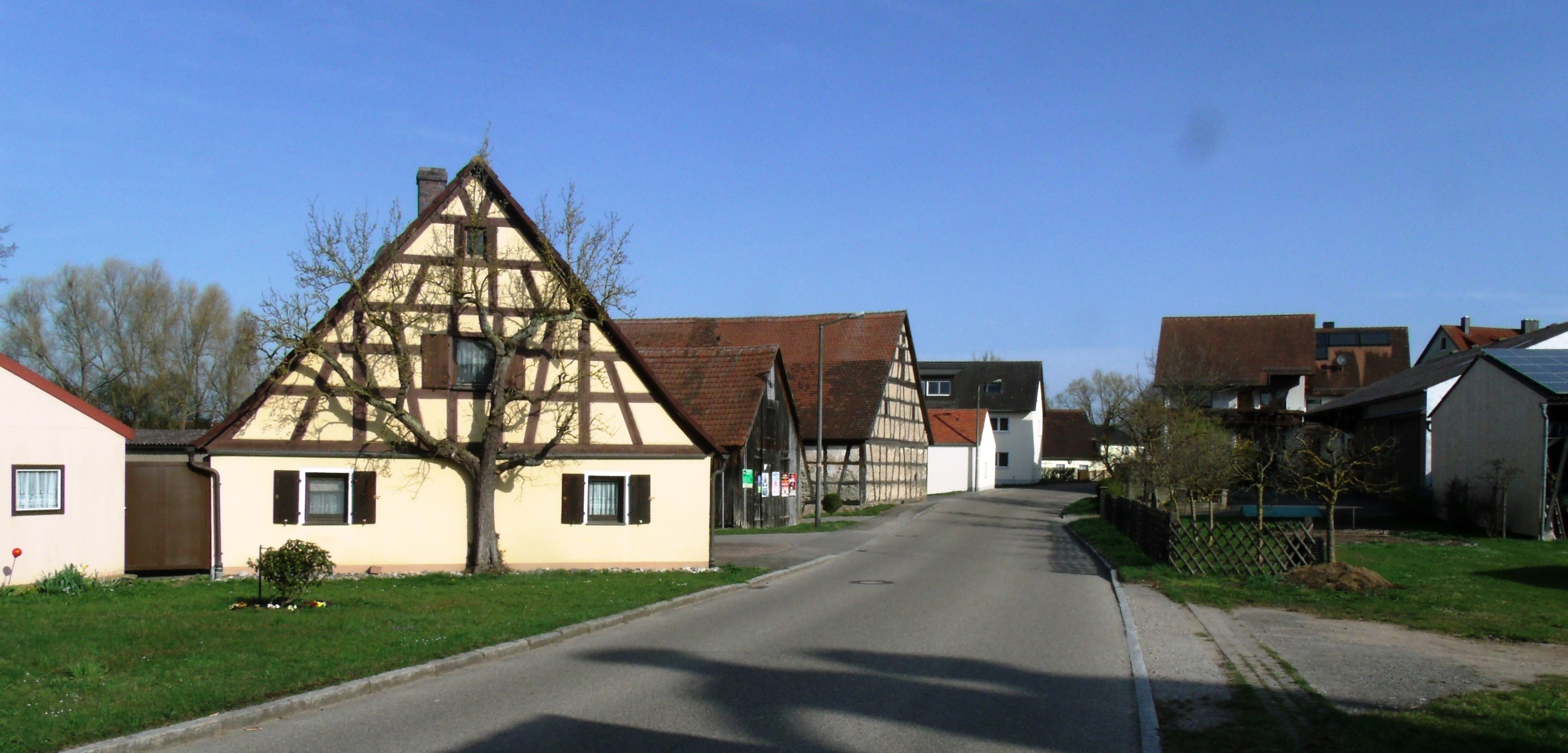
Im Ort

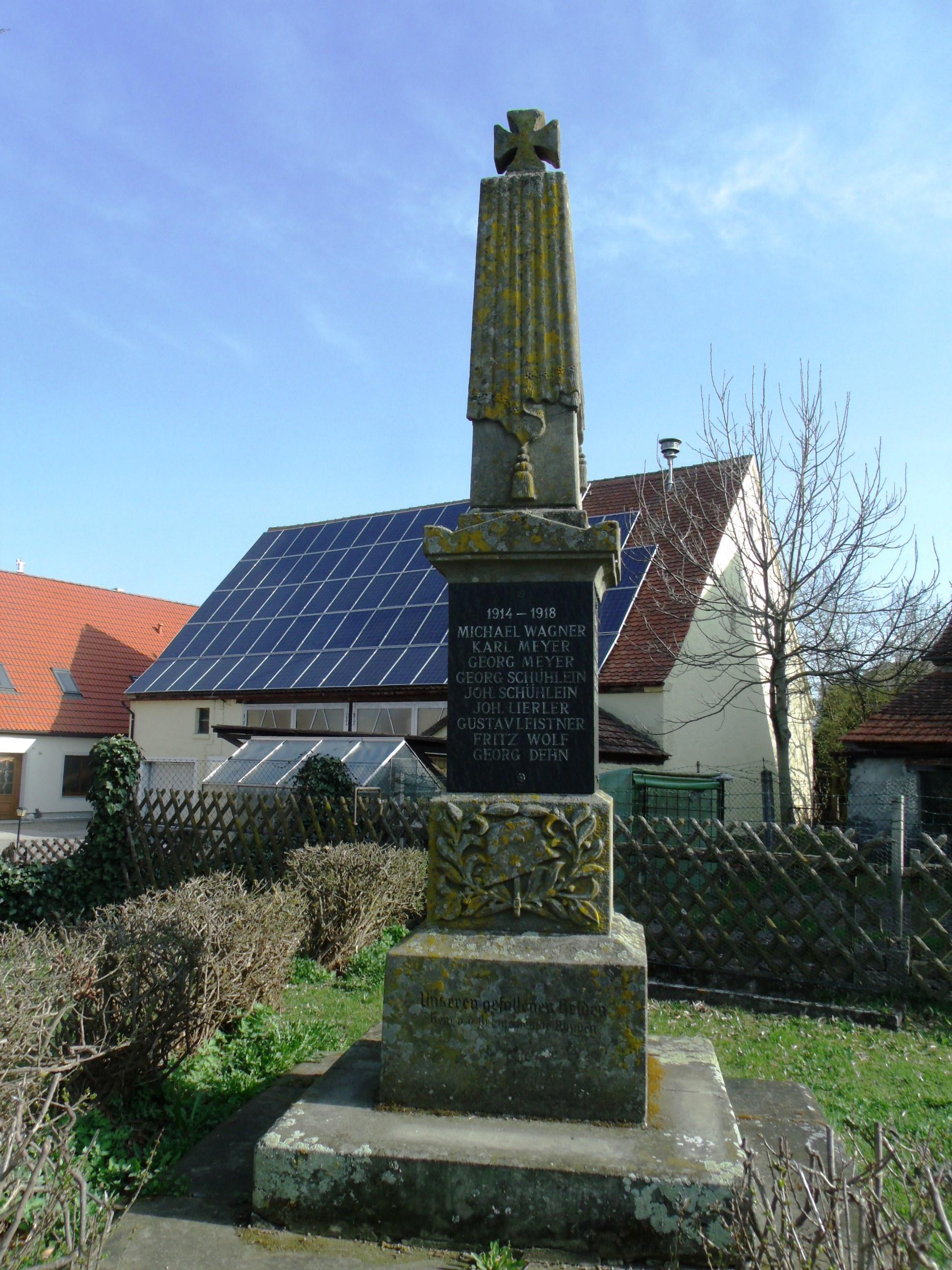
Kriegerdenkmal

Winden ([ˈvɪndn̩] ⓘ, fränkisch: Win) ist ein Gemeindeteil der Stadt Leutershausen im Landkreis Ansbach (Mittelfranken, Bayern). Winden liegt in der Gemarkung Mittelramstadt.

## Geografie
Das Dorf liegt am Kümmelbach, einem linken Zufluss der Altmühl. Im Nordwesten liegt das Flurgebiet Birkenbusch. 0,75 km im Nordosten liegt das Zobelholz, 0,75 km im Osten liegt der Kohlbuck. Die Kreisstraße AN 23 führt nach Oberramstadt (1,8 km nördlich) bzw. an Rammersdorf und Froschmühle vorbei nach Leutershausen zur Staatsstraße 2249 (2,5 km südlich). Eine Gemeindeverbindungsstraße führt zur Staatsstraße 2245 (1,5 km westlich).

## Ortsnamendeutung
Der Ortsname bedeutet Siedlung „zu den Wenden“.

## Geschichte
Der Ort wurde 1274 als „Wineden“ erstmals urkundlich erwähnt. Er zählt zu den Wendensiedlungen, die ab 911 aus dem Maintal bei Bamberg in die Gegend um das Ansbacher Kloster St. Gumbertus umgesiedelt wurden.
Laut dem 16-Punkte-Bericht des brandenburg-ansbachischen Amtes Leutershausen von 1608 bestand Winden zusammen mit der Froschmühle aus 18 Mannschaften, je zur Hälfte brandenburgisch und edelmännisch. Der 16-Punkte-Bericht von 1681 besagt, dass 1669/1670 drei ehedem der Herrschaft Schenk von Geyern zu Wiesethbruck gehörende Untertanen – ehemals wohl Besitz der Stettner zu Leutershausen – durch Kauf an das brandenburg-ansbachische Kastenamt Colmberg kamen, so dass das Kastenamt insgesamt vier Untertanen in Winden hatte. Weitere Untertanen gehörten zum brandenburg-ansbachischen Verwalteramt Brunst bzw. sechs Mannschaften zum Eyb’schen Rittergut Rammersdorf–Wiedersbach. Die hohe und niedere Obrigkeit stand dem Amt Leutershausen zu.
Nach den Vetter’schen Oberammtsbeschreibungen von 1732 gab es in Winden aus 17 Untertanen, von denen grundherrschaftlich sieben dem Stadtvogteiamt Leutershausen, vier dem Kastenamt Colmberg und sechs der Rittergut Rammersdorf gehörten. Außerdem gab es ein Gemeindehirtenhaus. Der Ort war nach St. Peter in Leutershausen gepfarrt, der Zehnt musste der Herrschaft Eyb gegeben werden. Die Gemeindeherrschaft und der Hirtenstab war zwischen dem Hause Eyb und dem Vogtamt Leutershausen strittig. Die Vogtei inner Etters hatte jede Grundherrschaft auf ihre Untertanen inne, die Vogtei außer Etters und die Fraisch nahm das Vogtamt Leutershausen wahr.
Am Ende des Alten Reiches bestand Winden aus 18 Anwesen. Grundherren waren das Kastenamt Colmberg (3 Halbhöfe, 4 Köblergüter, 1 Söldengütlein, 1 Mühle und 1 Wirtschaft), der Rat Ansbach (1 Halbhof), das Eyb’sche Rittergut Rammersdorf (1 Halbhof, 5 Köblergüter) und das Stadtvogteiamt Leutershausen (1 Söldengütlein der Kaplanei Leutershausen). Hirtenhaus und Brechhaus waren in der Hand der Gemeinde. Von 1797 bis 1808 unterstand der Ort dem Justizamt Leutershausen und Kammeramt Colmberg.
Im Rahmen des Gemeindeedikts wurde Winden dem 1808 gebildeten Steuerdistrikt Leutershausen und der 1810 gegründeten Ruralgemeinde Mittelramstadt zugewiesen. Winden stellte dreimal den Bürgermeister (1859, 1906 und 1968). 1820 bis 1842 unterstanden die sieben von Eybschen Grundholden in Winden dem Patrimonialgericht I. Klasse zu Wiedersbach. 1846 wurde an Gewerbetreibenden genannt: 1 Wirt, 3 Weber, 1 Schneider.
Am 1. Januar 1972 wurde Winden im Zuge der Gebietsreform in Bayern nach Leutershausen eingemeindet.

### Baudenkmal
- Steinkreuz, am Fußweg Leutershausen – Winden, ca. 200 Meter nordwestlich der Froschmühle[18][19]

### Einwohnerentwicklung
| Jahr      | 001818 | 001840 | 001861 | 001871 | 001885 | 001900 | 001925 | 001950 | 001961 | 001970 | 001987 |
| Einwohner | 86     | 120    | 86     | 86     | 86     | 115    | 105    | 129    | 104    | 90     | 85     |
| Häuser    | 22     | 18     |        |        | 20     | 19     | 18     | 18     | 18     |        | 18     |
| Quelle    | [ 21 ] | [ 15 ] | [ 22 ] | [ 23 ] | [ 24 ] | [ 25 ] | [ 26 ] | [ 27 ] | [ 28 ] | [ 29 ] | [ 1 ]  |

## Religion
Der Ort ist seit der Reformation evangelisch-lutherisch geprägt und bis heute nach St. Peter (Leutershausen) gepfarrt. Die Einwohner römisch-katholischer Konfession sind nach Kreuzerhöhung (Schillingsfürst) gepfarrt.